# Kaiserstraße 133 (Mönchengladbach)

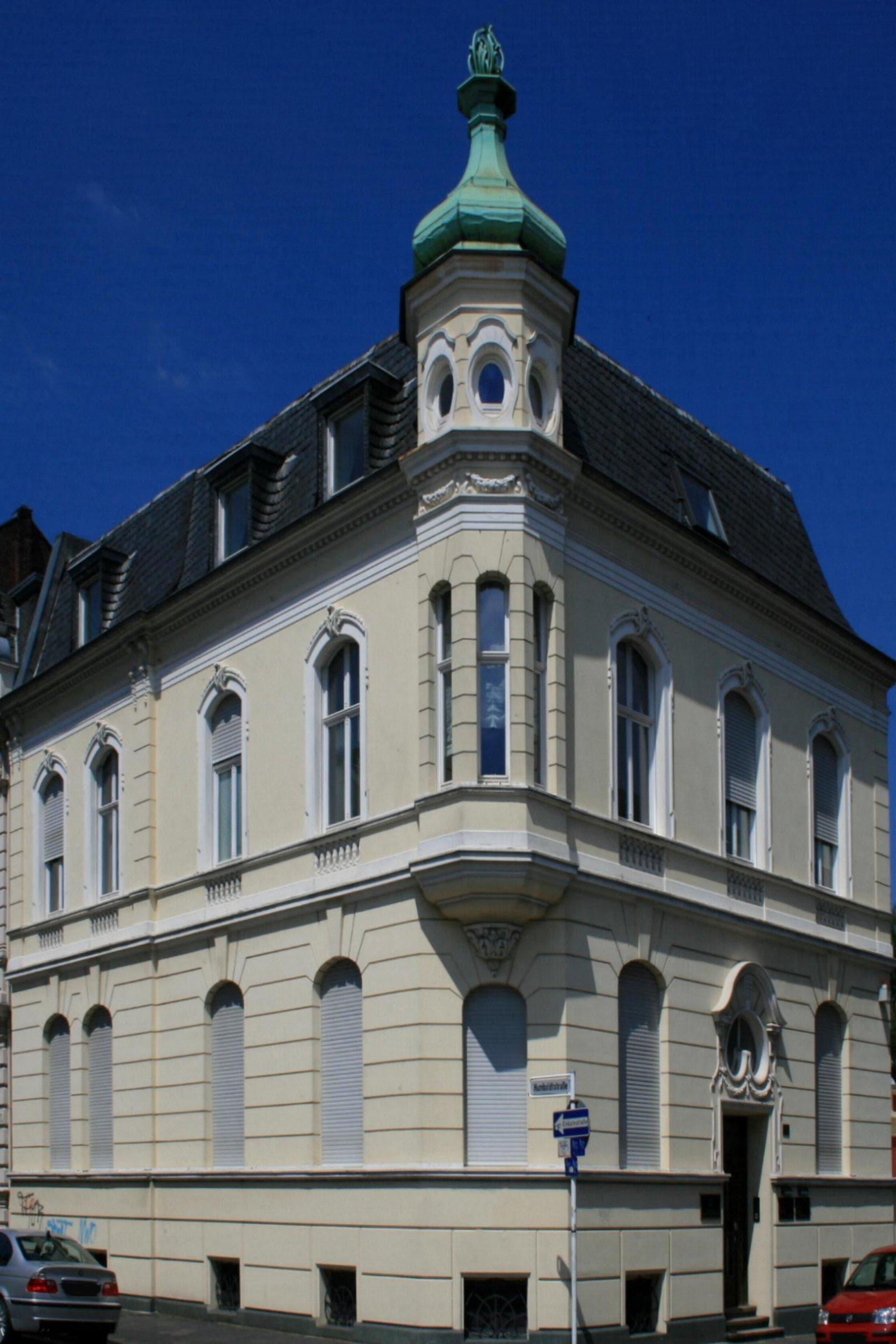
Wohnhaus (2010)

Das Wohnhaus Kaiserstraße 133 steht in Mönchengladbach (Nordrhein-Westfalen).
Das Gebäude wurde 1906 erbaut. Es wurde unter Nr. K 065 am 27. Februar 1991 in die Denkmalliste der Stadt Mönchengladbach eingetragen.

## Lage
Das kurz vor 1906 errichtete Gebäude befindet sich als Teil eines historischen Ensembles im oberen, zwischen Humboldt- und Lessingstraße gelegenen Teilbereich der Kaiserstraße. Zusammen mit der Regentenstraße war die Kaiserstraße eine Verbindungsstraße zwischen den alten Ortskernen Mönchengladbachs und Eickens.

## Architektur
Es handelt sich um ein zweigeschossiges, zur Humboldtstraße vierachsiges, zur Kaiserstraße dreiachsiges historisches Wohnhaus mit stuckgequadertem Sockel, Eckturmerker und Mansarddach. Das Objekt ist aus städtebaulichen und architektonischen Gründen als Baudenkmal schützenswert.